# 罗伯托·巴特雷斯·迪亚兹
罗伯托·巴特雷斯·迪亚兹（Roberto Batres Diaz，1986年1月8日—），是西班牙职业足球运动员，司职中场或锋线，多年代表马德里竞技二队参加联赛。
2010年1月底，作为上海申花与马德里竞技的战略合作的一部分，巴特雷斯结束在西乙阿尔巴塞特的租借，租借到上海申花一个赛季。但是就在转会窗口关闭前一天，巴特雷斯膝盖旧伤复发不得不返回西班牙接受治疗，最终申花也不得不更换了外援人选。